# Silk (film)
Pour plus de détails, voir Fiche technique et Distribution.
Silk est un film d'horreur taïwanais réalisé par Su Chao-bin (蘇照彬 (zh)) en 2006. Il a été scénarisé par Su Chao-bin (蘇照彬 (zh)), produit par Huang Chih-ming (黃志明 (zh)) et Huang Chin-wen (黃錦雯 (zh)), mettant en vedette Chang Chen, Janine Chang, Chen Bo-lin, Yosuke Eguchi (en), Barbie Xu et Karena Lam. L'histoire se passe à Taipei (Taiwan). Le film a été tourné à Taipei en langue mandarin dont le titre original en mandarin est « 詭 絲 » et en mandarin romanisé « Gui si », titre qui signifie « soie » en français et « silk » en anglais. Il a été présenté hors compétition au festival de Cannes 2006.

## Synopsis
À Taipei (Taiwan), au milieu d’un centre accélérateur électromagnétique, Tchoung tue son fils Yao, atteint d’un cancer. Le flux énergétique du réacteur de fusion nucléaire instabilise l’âme de Yao, le spectre de l’enfant ne quitte pas la Terre, mais erre dans la ville.
Amputé d'une jambe à cause du diabète et dont les jours de la deuxième jambe sont comptés, Hashimoto possède un cube de « Meger’s sponge » (l'Éponge de Menger), capable de capter les ondes électromagnétiques des fantômes. Hashimoto qui ne veut pas mourir, veut savoir comment devenir un fantôme. Hashimoto a besoin de connaître le secret du spectre, pour en devenir un à son tour.
Pour trouver des spectres, avec son équipe de scientifiques, Hashimoto engage James, un photographe qui lui demande : « Si les fantômes existent, pourquoi sont-ils habillés ? ». Hashimoto l’envoie dans les lieux où l’on soupçonne l’existence d’un spectre, dont dans un appartement de Taipai. Dans une des pièces, le photographe prend un fantôme en photo, c’est celui de Yao. L'enfant tue le photographe : sa main traverse le torse de la victime et étrangle son cœur qui s’arrête de battre.
Hashimoto capture le spectre de Yao dans une pièce vitrée d’un appartement dont les murs sont tapissés de cubes de « meger’s sponge » pour entraver le mouvement du spectre. Seules les balles enduites de meger’s sponge aspirent l’énergie des fantômes, sans pour autant arriver à les tuer.
Le directeur de Hashimoto veut abandonner ses recherches coûteuses pour le gouvernement japonais. Hashimoto lui montre son cube de « Meger’s sponge » qui flotte dans l'air sans être assujetti à la force de gravité. Hashimoto lui promet de marcher au plafond d’ici quelques semaines. Le directeur est d'accord de continuer à donner son soutien.
Hashimoto essaie de connaître le passé de l'enfant pour pouvoir vivre après la mort. 
Tous les jours à 16h30, Yao reste devant la porte et essaie de quitter la salle, mais l'éponge de Menger autour de la porte ne le laisser pas partir. L’enfant marmonne des mots incompréhensibles qui s'échappent de ses lèvres. 
L'agent de police taïwanais Tung (Ye) est capable de lire sur les lèvres. Hashimoto engage Tung pour reconstituer le drame du défunt. Tung comprend qu’il ne faut pas croiser le regard du fantôme.
Su refuse l’inclusion de Tung, et veut faire fuir Yao. Elle entre dans la salle du fantôme et pulvérise un synchroniseur d'énergie qui lui permet de capturer le fantôme à l’intérieur d’un papier et de le cacher dans sa poche. Mais elle n’a pas le temps de sortir de la chambre que 
Hashimoto ne voyant plus l’enfant lui demande ou il est. Su lui dit qu’il est dans le papier, mais quand elle l’ouvre, il n’est plus la, il s’est échappé puis l’étrangle avant que ses amis n’aient le temps de la sauver.
À 16h30, l'enfant va à la porte comme à son habitude, et l’équipe laisse la porte ouverte pour voir où va Yao et ainsi obtenir des indices pour savoir comment il est mort, tout en sachant qu'il est dangereux de le laisser sortir. Tung suit l'enfant partout, et découvre l’endroit où sa mère l’a tué et enterré : au centre de l’accélérateur.
Hashimoto capte l'âme Yao dans son éponge de Menger et va au centre de l’accélérateur. Cela provoque l'âme de Tchoune, la maman de Yao : elle tue toutes les personnes impliquées dans l'équipe d’Hashimoto.
Tchoune essaie de tuer Wei, la petite amie de Tung qui tire sur Tchoune avec des balles ‘’Meger’s sponge’’. Tung sauve Wei en détournant Tchoune d’elle : Tchoue court maintenant après lui. Tung s’échappe dans un métro, mais Tchoune atteint son cœur et l'arrête.
Hashimoto arrive au milieu du centre accélérateur électromagnétique et libère le spectre de Yao, puis se suicide en se tranchant la gorge. afin de se transformer lui aussi en un fantôme.
Tung pense à Wei de façon positive et non pas négative, sans la haine entre Yao et Tchoune. Wei dit à Tung qu’elle l’aime. Tung dit à Weil qu’il veut la voir chaque matin. Yao rejoint Tung, sa main atteint son cœur et le réanime.

## Fiche technique
- Titre original (mandarin) : 詭 絲 (Gui si)
- Titre international : Silk
- Titre français : La Soie
- Scénario : Su Chao-bin (蘇照彬 (zh))
- Musique : Peter Kam
- Photographie : Arthur Wong
- Durée : 106 minutes
- Pays : 
  -  Taïwan (詭絲 (Gui si)) : 28 septembre 2006
  -  France (Soie) : 24 mai 2006
  -  Brésil (Siid) : 19 janvier 2007
  -  Estonie (Siid) : 24 mars 2007
  -  États-Unis (Silk) : 12 juin 2007
  -  Allemagne (Silk) : 28 septembre 2007

## Distribution
- Chang Chen : Tung (Ye), l'inspecteur Taiwanais
- Yosuke Eguchi (en) : Hashimoto, chercheur japonais
- Karena Lam : Du Jia Wei, la copine de Tung
- Barbie Xu : Su, la collaboratrice d’Hashimoto
- Chen Bo-lin : Shou Ren
- Janine Chang : Mei
- Kuan-Po Chen : Yao, l'enfant fantôme
- Fang Wan (zh) : Tchoune, la mère de l'enfant
- Chi Chin Ma (zh) : la mère de Tung
- Leon Dai : Chef de Swat
- Kevin S. Smith : James
- Masane Tsukayama : Directeur
- Kouhei Masiba : Assistante du Directeur
- Teddy Chan (en) : Pai
- Chiao-Ju Hsu : Fille

## Prix et récompenses
- 24 mai 2006, Festival de Cannes 2006 : présenté hors compétition ;
- 26 octobre 2006, Festival international du film de Tokyo : présenté ;
- 25 novembre 2006, 43e Golden Horse : Meilleur film primé pour les effets visuels.

## Lieux du tournage
Le film est tourné aux studio Arrow (阿榮企業 (zh)) à Taipei. L'appartement est dans le port de Taichung. Les autres scènes ont été tournées dans différents quartiers dont le Nouveau Taipei, Tamsui et Banqiao.
La scène du métro a été tournée dans le métro de Taipei à la station Ximen Station (en) de la ligne Songshan-Xindian.